# Heavy Rotation (canção)
"Heavy Rotation" (ヘビーローテーション, Hebī Rōtēshon) é o 17º single do grupo idol japonês AKB48, lançado em 17 de Agosto de 2010.

## Sousenkyo de 2010
O single anterior do grupo, "Ponytail to Shushu", veio com cupons para que os fãs pudessem votar em um membro que poderia participar da faixa principal "Heavy Rotation". A vencedora do Sousenkyo de 2010 foi a integrante Yuko Oshima, tornando-se a center para este single. O lineup foi seguido por Atsuko Maeda, Mariko Shinoda, Tomomi Itano e Mayu Watanabe. Oshima é a garota que aparece na capa do Type B, enquanto que as três primeiras colocadas aparecem na capa do Type A.

## Coupling Songs
Três de quatro músicas usadas no single foram usadas nos comerciais de TV do Japão: "Heavy Rotation" nos comerciais da confeccionista de doces UHA Kakuto's Puccho, "Lucky Seven" para a 7-Eleven e "Yasai Sisters" para uma campanha publicitária da fabricante de sucos vegetais Kagome. "Namida no See-Saw Game" foi usada como tema de encerramento do programa de variedades AKB600sec.